# 傷口
傷口（英語：wound）是相對快速發生的創傷引发的皮膚撕裂、割傷和刺穿以及相应的皮下组织、结缔组织或器官损伤。

## 类别
根据伤口的污染程度，可以分为：
- 干净（clean）：在无菌情况下造成的伤口，未受微生物感染，伤口愈合成功率相对较高，比如外科手术的切口；
- 污染（contaminated）：通常是事故创伤的结果，伤口内含有新进入的病原体和异物，需要进行物理清洗（用生理盐水或消毒药水）来稀释并降低污染程度；
- 感染（infected）：通常是过了急性期的创伤，伤口内有扩散繁殖的病原体，并伴有炎症反应（渗出物、疼痛、肿胀、红斑、化脓等症候）和败血风险，需要使用内服抗微生物剂（比如抗生素和杀真菌剂）；
- 定植（colonized）：进入慢性期的创伤，伤口内有已经建立菌膜的病原体，如不进行清创则愈合概率较低，比如褥疮。

### 开放性
开放性伤口（open wound）指皮肤破损并暴露皮下组织、结构和器官的伤口，可以用造成创伤的方式来分类：
- 切伤（incision）：也称割伤（cut），指由有锋利边缘的物体（比如刀具、玻璃、金属边棱等）造成的边缘较为平整的线状伤口；
  - 划伤（scratch）：深度较浅但伤口较长的切伤；
- 裂伤（laceration）：指因为钝力拉扯造成组织被物理分离的不规则伤口[1]；
- 刮伤（abrasion）：也称剐蹭（scrape），指与较硬物体（比如不光滑的岩石、砾石、混凝土等）发生摩擦而造成的皮肤损伤；
  - 擦伤（graze）：仅局限于皮肤表层（表皮）的浅度刮伤；
- 撕脱（avulsion）：指一整块组织被强行从原处剥离造成的伤口，如果是身体的一整部分被完全剥离则称为截肢；
  - 脱套（degloving）：指一整块皮肤被完全从原处剥离；
- 穿刺（puncture）：也称穿透（penetration），指由尖锐物体（刀具、针头、尖刺等）以相对垂直的角度插过皮肤造成的侵入较深但入口较窄的伤口；
  - 贯穿（perforation）：指完全穿过身体部位、有两个以上创口的刺伤；
- 枪伤（ballistic wound或gunshot wound，简称GSW）：指由高速飞行的抛射物（比如弹丸、弹粒或弹珠）或破片冲击身体造成的伤口，根据情况可以是穿刺伤、贯穿伤、裂伤、刮伤甚至钝伤的任何一种或多种组合；
- 严重伤口（critical wound）：指较为复杂或患有并发症的伤口，包括撕裂的烧伤、因缺血或感染而出现坏死、或伴随脏器和神经损坏的伤口，通常会引发严重的电解质不平衡、代谢紊乱、系统性感染以及肢体功能丧失的问题[2][3][4]。

### 闭合性
闭合性伤口（closed wound）指皮肤覆盖保持完整、但皮下组织和器官有受损的伤口，通常由钝伤造成，种类相对较少但危险性与开放性伤口不相上下：
- 血肿：指因为血管受损而造成的皮肤下深处的内出血淤积；
  - 纯粹因为内部血管病状而造成的血肿根据体表展示的斑纹尺寸（由小到大）可以分为瘀点（petechiae）、紫癜（purpura）和瘀青（ecchymosis）；
  - 挫伤（contusion）：完全由外力冲击造成的创伤，产生的红斑称为瘀斑；
- 压伤（crush）：因为被长期施加较大的外部压力而造成的组织损伤；
- 灼伤（burn）：指皮肤或其它软组织因热力、电力、化学物质、摩擦力或辐射带有的能量传递所造成的创伤[5]，如果灼伤情况较为严重，后期可能会造成坏死的表面组织剥离而成为开放性伤口。

## 各種傷口

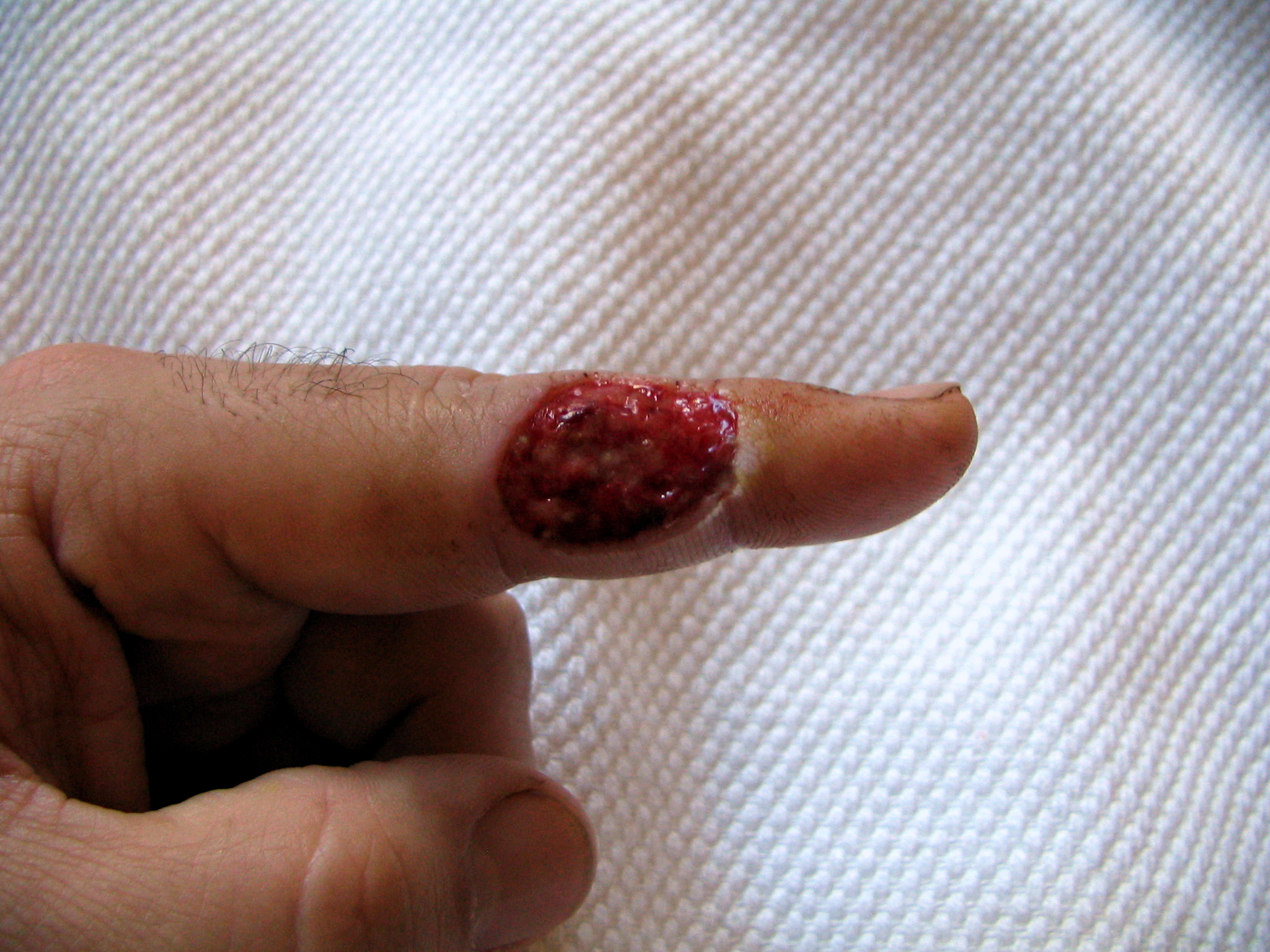
手指撕脱
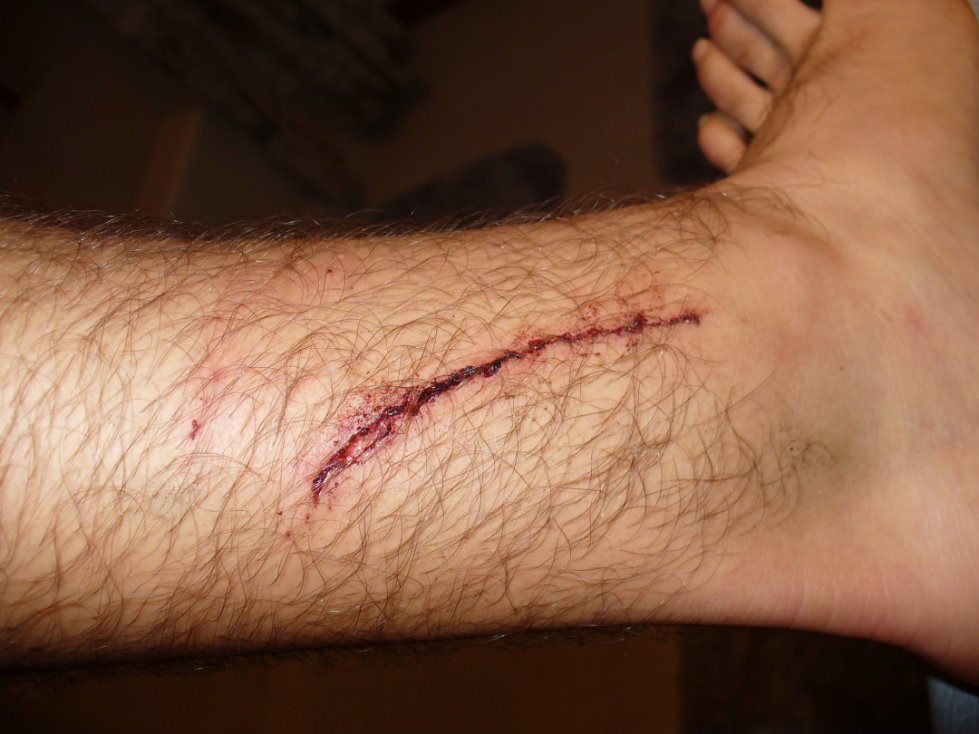
小腿割傷
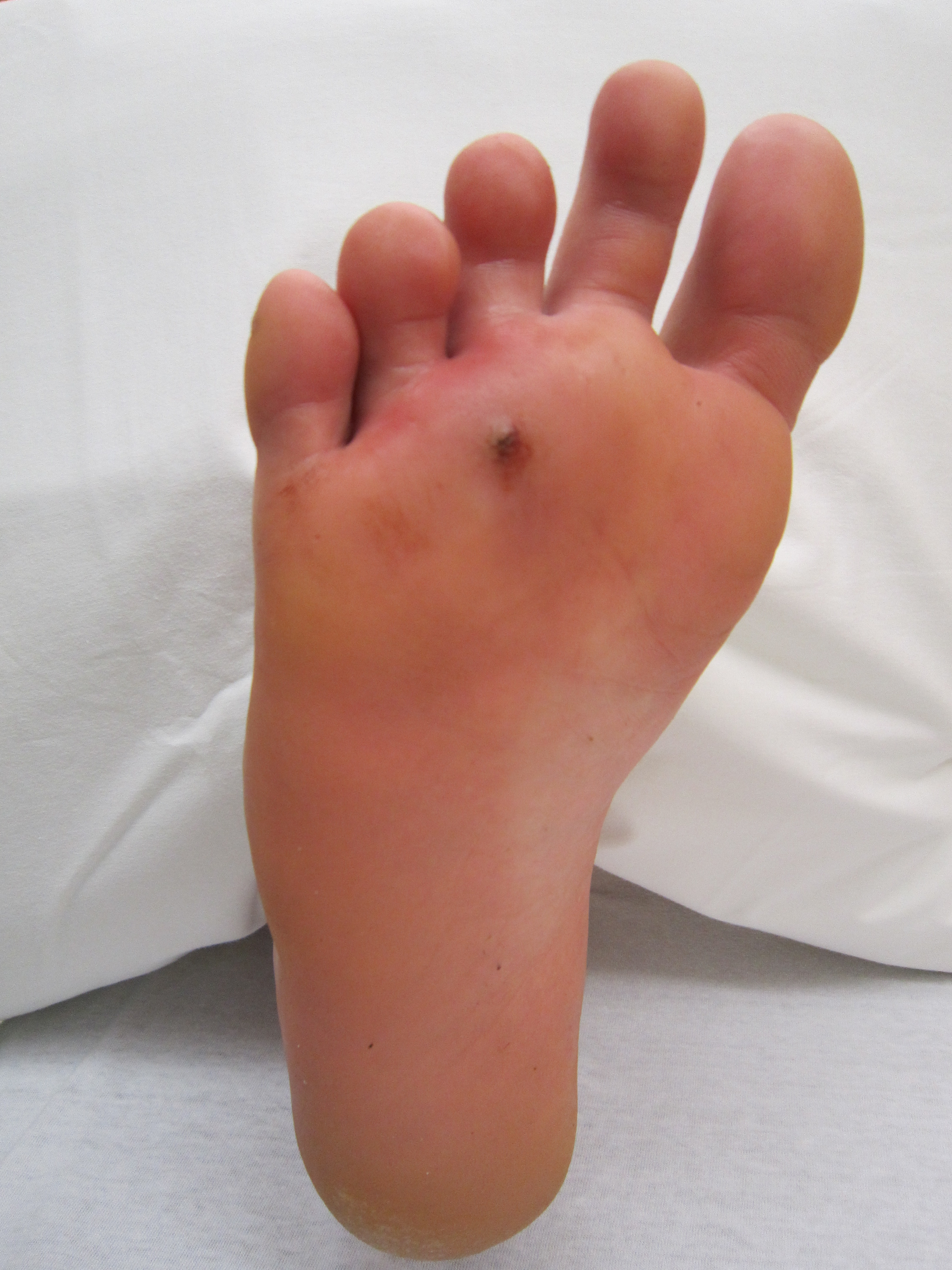
腳板受感染的穿透傷
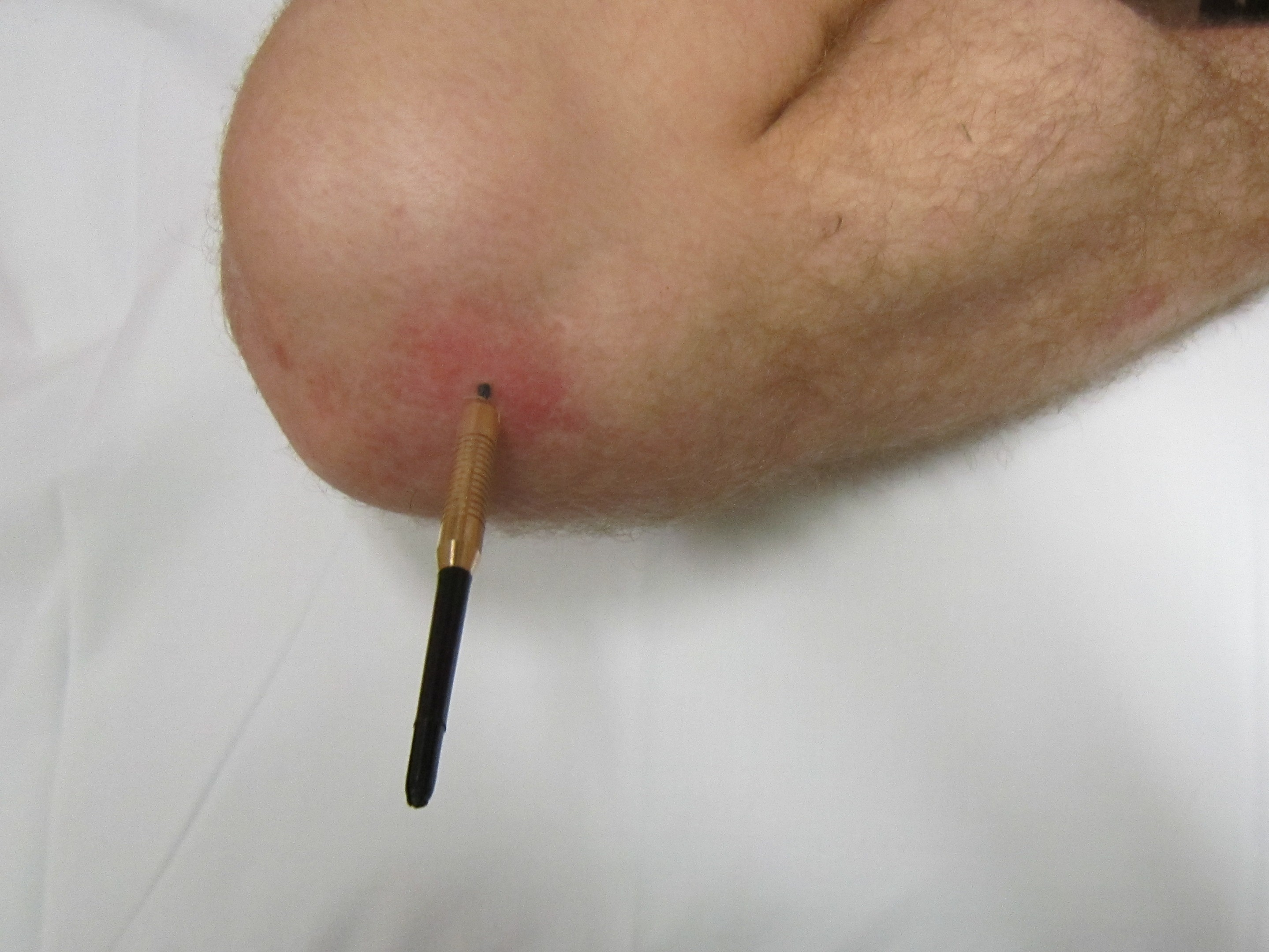
玩飛鏢時插傷
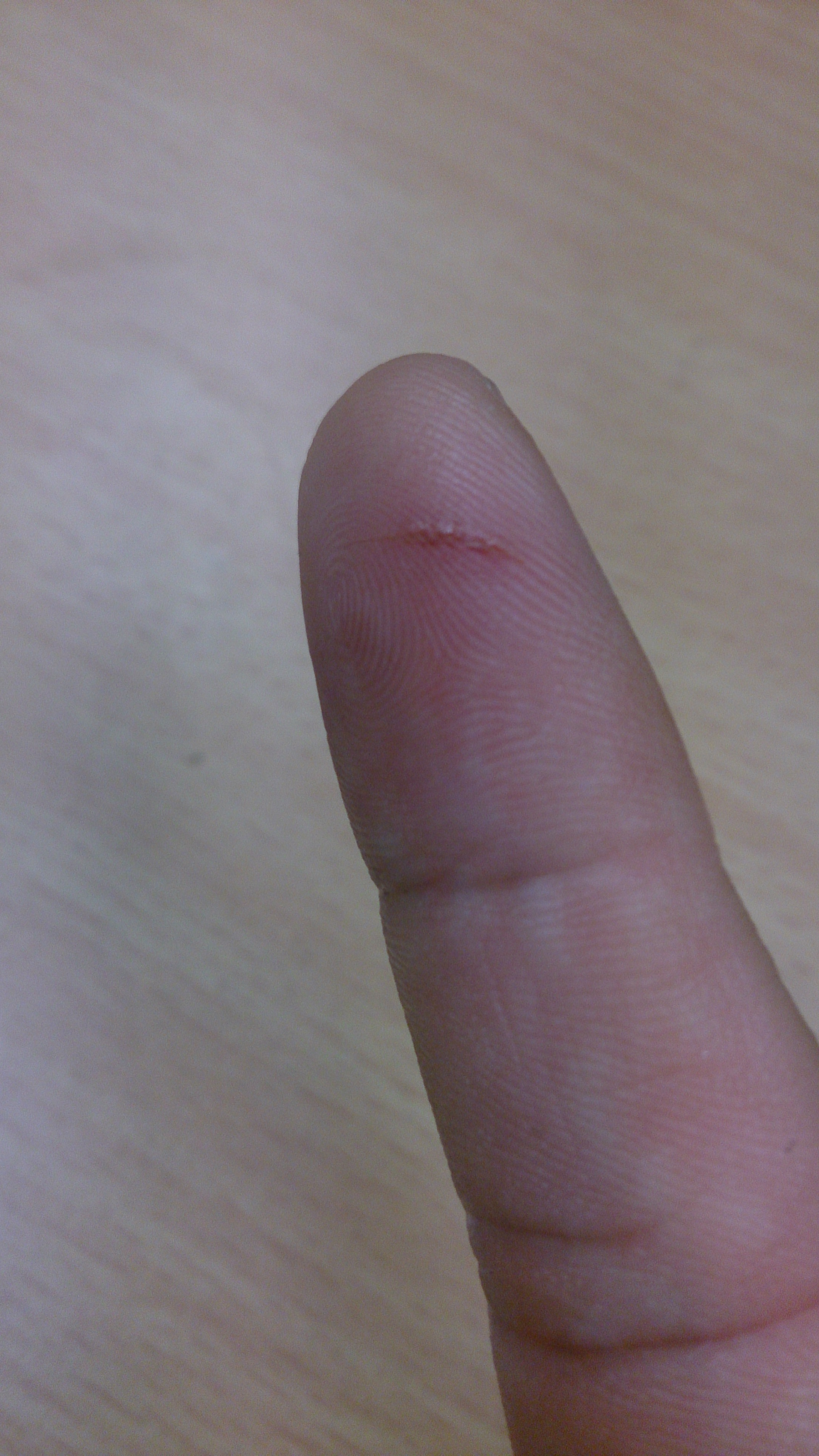
切傷手指的小傷口
小腿擦伤